# Tresy Taddei

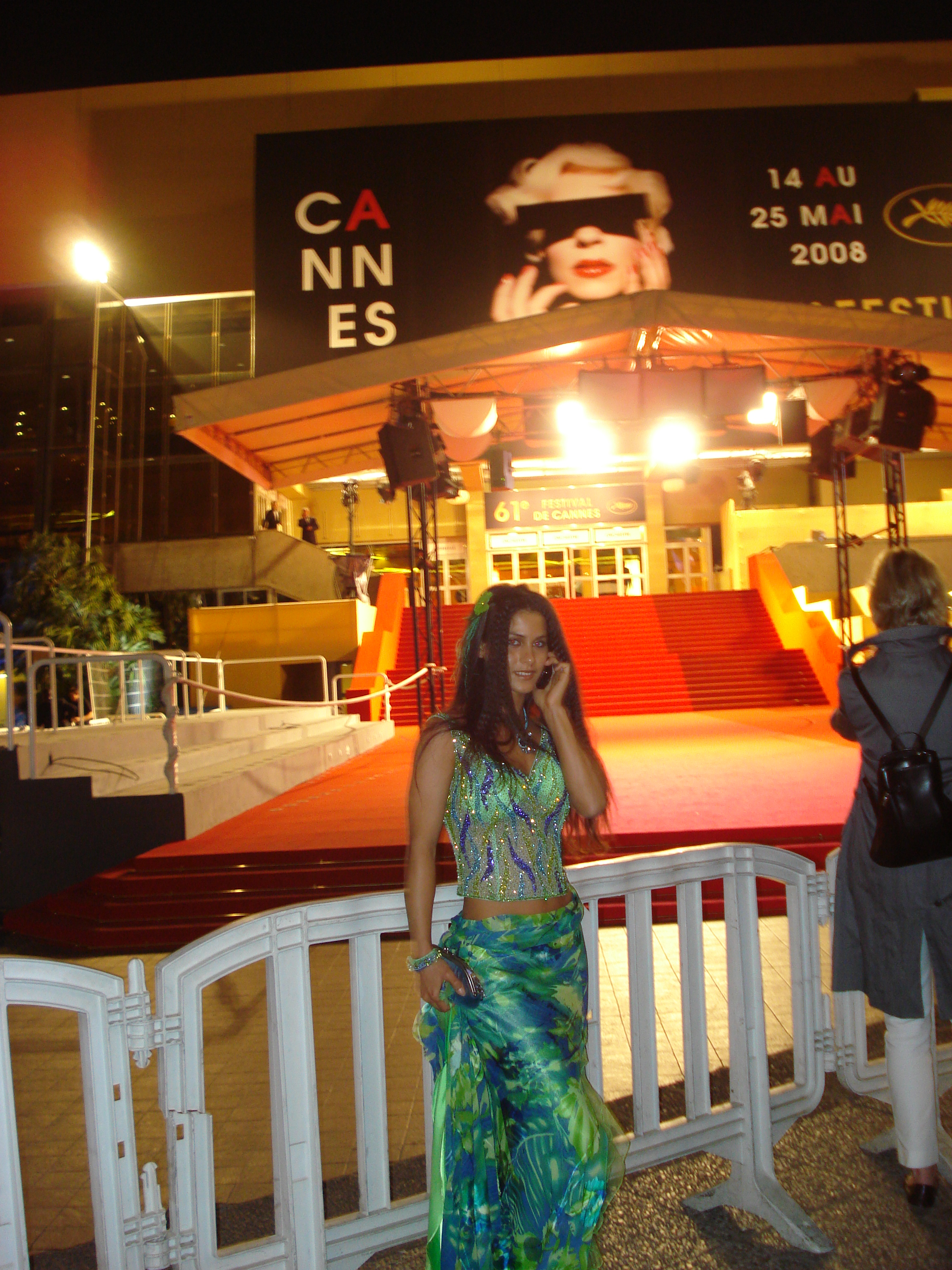
Tresy Taddei al Festival Internazionale del Cinema di Cannes con il film Sangue Pazzo

Tresy Taddei Takimiri (Sant'Omero, 2 marzo 1987) è un'attrice e circense italiana.

## Biografia
Inizia la sua attività artistica a soli due anni, esibendosi insieme a suo padre Ulisse nel Circo Takimiri, di sua proprietà.
Nel 1997 debutta sul grande schermo con La medaglia, in cui è co-protagonista con Franco Nero e Antonella Ponziani, film che le vale la vittoria di due premi in Francia e in Turchia. A questo film d'esordio, fanno seguito Titus (1999), regia di Julie Taymor, Uno su due (2006), regia di Eugenio Cappuccio, in cui è protagonista femminile, con Fabio Volo nel ruolo del protagonista maschile, e Sanguepazzo (2008), regia di Marco Tullio Giordana.
Recita anche per il piccolo schermo, dove la ricordiamo ne Il padre di mia figlia (1997), regia di Livia Giampalmo, film tv in cui è protagonista insieme a Sabrina Ferilli e Claudio Bigagli, nella miniserie tv La vita che verrà (1999), regia di Pasquale Pozzessere, e la serie tv Un medico in famiglia 6 e 7 , dove è tra gli interpreti principali. Nel 2016 tornerà a far parte del cast della decima stagione.
Nel 2010 recita nel film L'erede - The Heir.
Il 7 gennaio 2020 viene pubblicato il video musicale di Come Adamo ed Eva di Sciarra ed Éva Henger a cui Tresy Taddei prende parte, si tratta di un video interamente girato all'interno di un circo; l'11 aprile dello stesso anno viene pubblicato un altro video di Come Adamo ed Eva di Sciarra ed Éva Henger, si tratta di Come Adamo ed Eva: Live Milano - The Club/Fidelio nel cui video è presente anche Tresy.

## Filmografia

### Cinema
- La medaglia, regia di Sergio Rossi (1997)
- Titus, regia di Julie Taymor (1999)
- Uno su due, regia di Eugenio Cappuccio (2006)
- Sanguepazzo, regia di Marco Tullio Giordana (2008)
- L'erede - The Heir, regia di Michael Zampino (2010)

### Televisione
- Il padre di mia figlia, regia di Livia Giampalmo – film TV (1997)
- La vita che verrà, regia di Pasquale Pozzessere – miniserie TV (1999)
- Non lasciamoci più – serie TV, episodio 1x03 (1999)
- Lui e lei – serie TV (1999)
- Stiamo bene insieme, regia di Elisabetta Lodoli e Vittorio Sindoni – miniserie TV (2002)
- Don Matteo – serie TV, episodio 3x09 (2002)
- Lucia, regia di Pasquale Pozzessere – film TV (2005)
- La squadra – serie TV
- Don Zeno - L'uomo di Nomadelfia, regia di Gianluigi Calderone – miniserie TV, 2 puntate (2008)
- Il commissario Manara – serie TV, episodio 1x07 (2008)
- Un medico in famiglia – serie TV (2009-2016)

### Video musicali
- Come Adamo ed Eva di Sciarra ed Éva Henger (2020)

## Riconoscimenti
- 2010 – Premio internazionale Cartagine
  - Vinto Premio Cartagine per Cinema e Spettacolo[7]